# Cogo (vattendrag i Burundi, Cankuzo, lat -3,24, long 30,66)
Cogo är ett vattendrag i Burundi.   Det ligger i provinsen Cankuzo, i den östra delen av landet, 140 kilometer öster om huvudstaden Bujumbura.
I omgivningarna runt Cogo växer huvudsakligen savannskog. Runt Cogo är det ganska tätbefolkat, med 78 invånare per kvadratkilometer.